# 藍盈瑩
藍盈瑩（1990年4月16日—），女，上海人，祖籍浙江省麗水，中国演員。大學畢業於中央戲劇學院2008級表演系本科。因出演《后宮甄嬛傳》中的“浣碧”一角而為人熟知。

## 生平
2010年大學還未畢業的她，參演陳嘉上導演的電影《畫壁》，在電影中飾演七仙女之一的海棠。她更因在2012年高收視熱播大劇《后宮甄嬛傳》中飾演頗有心計的浣碧，而被觀眾所熟識。
2012年，藍盈瑩接演電視劇《獵殺》，這也是她第一次擔任女主角。
2012年藍盈瑩大學畢業後，順利考上北京人民藝術劇院，成為北京人民藝術劇院的演員。
話劇《壞女孩的惡作劇》是她進入北京人民藝術劇院第一次擔任女主角的作品。

## 影视作品

### 电视剧
| 首播年份 | 剧名                   | 角色   | 备注             |
| 2011年   | 《後宮甄嬛傳》         | 浣碧   |                  |
| 2012年   | 《三十里鋪》           | 安其娜 |                  |
| 2012年   | 《獵殺》               | 安娜   |                  |
| 2013年   | 《靂劍》               | 林纖月 |                  |
| 2015年   | 《虎妈猫爸》           | 黄俐   |                  |
| 2015年   | 《大熔炉》             | 杨影   |                  |
| 2015年   | 《潜行者》             | 红果   |                  |
| 2016年   | 《睡在上铺的兄弟》     | 高宝镜 | 網絡劇           |
| 2016年   | 《爱人的谎言》         | 童小夏 |                  |
| 2016年   | 《你好乔安》           | 丛千金 | 客串             |
| 2016年   | 《山海经之赤影传说》   | 芙儿   |                  |
| 2016年   | 《小丈夫》             | 顧菲   | 客串             |
| 2016年   | 《荡寇》               | 谭青儿 |                  |
| 2017年   | 《一树桃花开》         | 盛开   |                  |
| 2017年   | 《外科风云》           | 杨羽   |                  |
| 2018年   | 《原来你还在这里》     | 章粤   |                  |
| 2019年   | 《时间都知道》         | 赵雯雯 |                  |
| 2019年   | 《北京地铁》           | 李思晨 |                  |
| 2019年   | 《精英律师》           | 戴曦   |                  |
| 2021年   | 《北辙南辕》           | 鲍雪   | 網絡劇           |
| 2021年   | 《婆婆的镯子》         | 刘茵   |                  |
| 2022年   | 《被遗忘的时光》       | 吴恙   | 網絡劇           |
| 2022年   | 《大考》               | 李晓旭 |                  |
| 2022年   | 《芳心荡漾》           | 潘晓晨 | 網絡劇           |
| 2023年   | 《宣判》               | 海棠   | 2019年拍攝       |
| 2023年   | 《流光之下》           | 顾星妍 | 2018年拍攝       |
| 2024年   | 《欢乐英雄之少侠外传》 | 燕七   | 2018年拍攝       |
| 2024年   | 《玫瑰的故事》         | 关芝芝 |                  |
| 2024年   | 《错位》               | 苏真真 | 網絡劇，特别出演 |
| 2025年   | 真心英雄               | 小喬   | 單元《刘平安》   |
| 2025年   | 《五福临门》           | 楊玥娘 | 客串             |
| 2025年   | 《生万物》             | 银子   |                  |
| 待播     | 《兵从风中来》         | 梁虹   |                  |
| 待播     | 《夜色正浓》           | 梁丹寧 |                  |
| 待播     | 《信条》               | 秋红   | 網絡劇           |
| 待播     | 《闻香记》             | 宫淑仪 | 網絡劇           |
| 待播     | 《风与潮》             |        |                  |
| 待播     | 《马背摇篮》           |        | 網絡短劇         |

### 电影
| 上映年份 | 电影名             | 角色       | 备注             |
| 2011年   | 《畫壁》           | 海棠       | 配角／電影開山作 |
| 2013年   | 《東方中國夢》     | 院長秘書   | 客串             |
| 2015年   | 《轩辕剑传奇》     | 秋果       |                  |
| 2016年   | 《睡在上铺的兄弟》 | 高宝镜     |                  |
| 2018年   | 《環太平洋2》      | 系統控制員 |                  |
| 2018年   | 《遇见你真好》     | 珊妮       |                  |
| 2020年   | 《紧急救援》       | 文珊       |                  |
| 2021年   | 《我们的新生活》   | 小金       | 網絡電影         |
| 2024年   | 《来自汪星的你》   | 江露       |                  |
| 2025年   | 《多幸运遇见你》   | 安然       |                  |

### 微電影
- 2013年 《致父親》（婷婷）

### 話劇
| 話劇名稱           | 角色           | 備註                                                       |
| 《薩勒姆的女巫》   | 普特南太太     | 中央戲劇學院08級二班第一台實習大戲                         |
| 《安提戈涅》       | 安提戈涅       | 中央戲劇學院08級二班第二台實習大戲                         |
| 《虎符》           | 如姬           | 中央戲劇學院08級二班畢業大戲                               |
| 《甲子園》         | 聶小玲／小護士 | 北京人民藝術劇院六十周年院慶大戲                           |
| 《壞女孩的惡作劇》 | 莉莉           | 北京人民藝術劇院建院六十周年紀念演出                       |
| 《天之驕子》       | 宮女           | 北京人民藝術劇院學生公益專場                               |
| 《大將軍流寇蘭》   | 群眾演員       | 北京人民藝術劇院首部自排莎翁劇目，受邀參加愛丁堡國際藝術節 |

### 电视节目
| 年份      | 頻道／平台           | 節目名稱                    | 备注                           |
| --------- | -------------------- | --------------------------- | ------------------------------ |
| 2017-18年 | 浙江卫视             | 《演员的诞生》              | 三强选手，获得“新锐演员的诞生” |
| 2020年    | 湖南娱乐频道、芒果TV | 《乘風破浪的姐姐 (第一季)》 | 女团选手                       |

## 獲獎紀錄
| 年份   | 頒獎典禮            | 獎項         |
| ------ | ------------------- | ------------ |
| 2024年 | 2024 爱奇艺尖叫之夜 | 年度角色人物 |

## 个人生活
2016年，蓝盈莹与演员曹骏公布恋情；2019年，两人因聚少离多宣布分手。

## 外部連結
- 藍盈瑩的Instagram帳戶
- 藍盈瑩的新浪微博
- 藍盈瑩在互联网电影资料库（IMDb）上的資料（英文）（英文）
- 藍盈瑩在豆瓣上的资料（简体中文）
- 藍盈瑩在时光网上的簡介（简体中文）